# USS Pompano (SS-491)
USS Pompano (SS-491) – okręt podwodny typu Tench był trzecim okrętem US Navy noszącym nazwę pochodzącą od ryby z rodziny ostrobokowatych. Jego konstrukcja została zatwierdzona 29 sierpnia 1944 i budowę rozpoczęto w Portsmouth Naval Shipyard, ale kontrakt anulowano w sierpniu 1945 (stępkę położono 16 lipca 1945).
Ten artykuł zawiera treści udostępnione w ramach domeny publicznej przez Dictionary of American Naval Fighting Ships. 